# Maurizio Cattelan

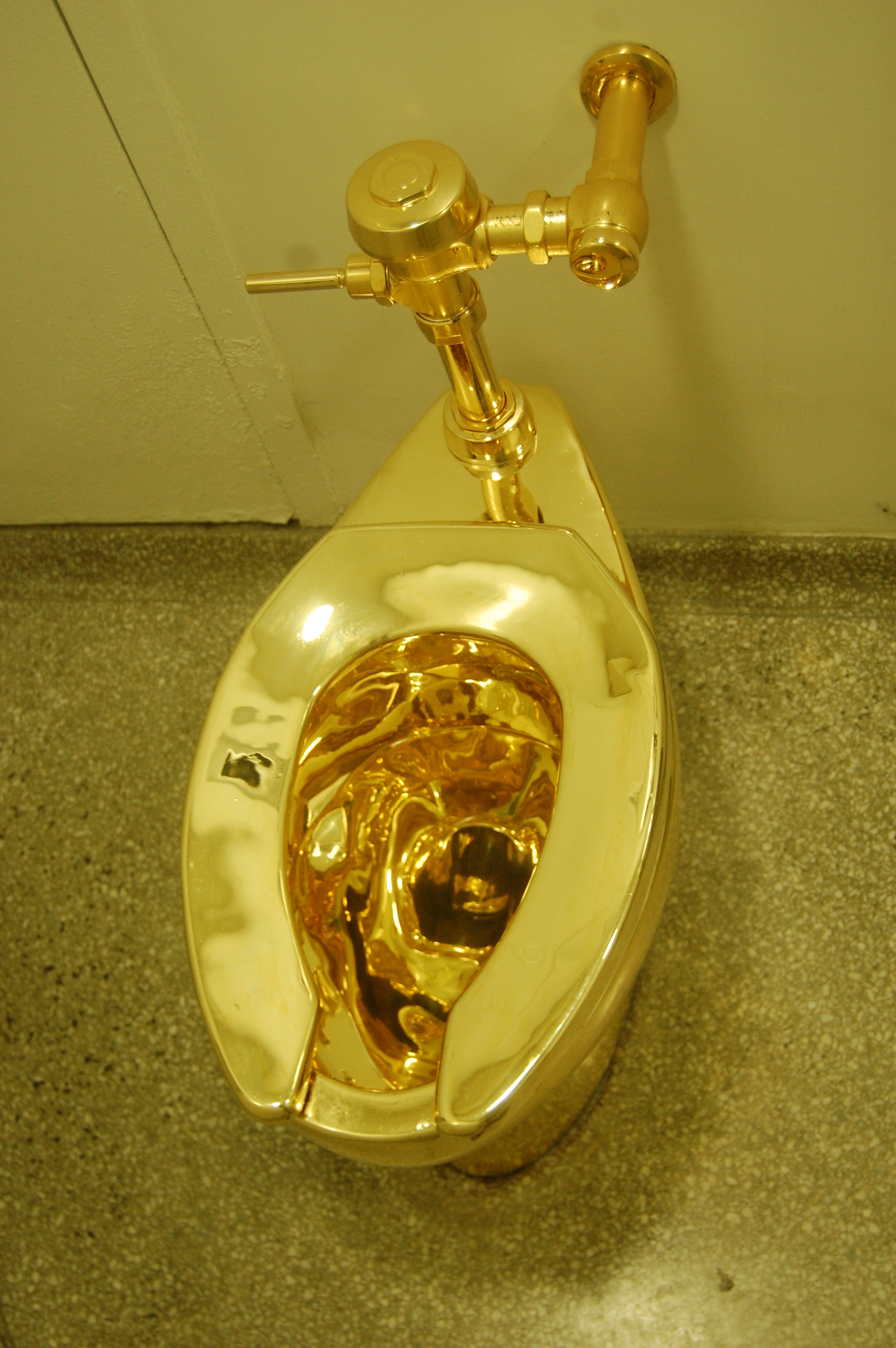
America, in 2019 gestolen uit Blenheim Palace

Maurizio Cattelan (Padua, 21 september 1960) is een Italiaanse kunstenaar, die vooral bekend staat om zijn satirische sculpturen, in het bijzonder La Nona Ora (1999) (Het Negende Uur, waarin paus Johannes Paulus II wordt getroffen door een meteoriet), Him (2001), America (2016), Love Lasts Forever (1997) en Comedian (2019).
Cattelan werd geboren op 21 september 1960 te Padua, noord, Italië. In de jaren 80 begon hij met het ontwerpen en vervaardigen van houten meubilair in Forlì. Hij heeft geen formele kunstopleiding genoten.
Humor en satire vormen de kern van het werk van Cattelan; vanwege deze benadering wordt hij veelvuldig ook bestempeld als een potsenmaker en in figuurlijke zin een iconoclast. Door Jonathan P. Binstock, curator van hedendaagse kunst in de Corcoran Gallery of Art.
Him was een afbeelding van een ook op hemzelf lijkende schooljongen als Adolf Hitler knielend in gebed, tentoongesteld op een binnenplaats in het voormalige getto van Warschau.
Voor Another Fucking Readymade stal hij voor een tentoonstelling in het kunstinstituut De Appel in Amsterdam de volledige inhoud van het tentoongesteld werk van een andere kunstenaar uit een nabijgelegen galerie, om dit quasi te laten doorgaan voor eigen werk.
In 2019 kwam zijn werk herhaaldelijk in het wereldnieuws. Eerst doordat in september van dat jaar een door hem ontworpen gouden toiletpot werd gestolen. Vervolgens in december doordat de performancekunstenaar David Datuna op een expositie op de internationale kunsttentoonstelling Perrotin in de Art Basel te Miami in de Verenigde Staten ten overstaan van bezoekers de door hem in het kunstwerk Comedian met ducttape op de muur geplakte banaan, dat zou zijn getaxeerd op een waarde van 120.000 dollar, vrijpostig van de muur nam, oppeuzelde en daarbij opmerkte dat die "goed smaakte". Datuna betitelde dit verorberen van de banaan eveneens als een kunstproject: een performance genaamd Hungry Artist.
Nadat het incident met de banaan in Miami wereldnieuws was geworden, beweerde de Nederlandse kunstenares Merel Engelman eerder, in 2013, op hetzelfde idee te zijn gekomen.
Ook plakte iemand in het Fries Museum in Leeuwarden op soortgelijke wijze een banaan aan de muur, met daarbij een briefje met de mededeling dat de maker "onbekend" was en de banaan afkomstig "van de Albert Heijn".